# Steep Holm
Steep Holm er en engelsk ø i Bristolkanalen. Administrativt tilhører den grevskabet Somerset. Øen er ikke beboet, og er beskyttet som naturreservat og Site of Special Scientific Interest (sted af speciel videnskabelig interesse).
Den virker som vind- og bølgefanger, og giver derfor roligere forhold i den indre del af fjorden end hvad som ellers ville have været tilfældet.
Lige i nærheden ligger øen Flat Holm, som er en del af Wales.
Navneleddet "holm" er af nordisk oprindelse, med samme betydning som holme. "Steep" (betyder "stejl") er en beskrivelse som må ses i forhold til Flat Holm, den flade holm.
51°20′23″N 3°06′35″V / 51.339722222222°N 3.1097222222222°V